# Neonectria ditissima
Espèce
Neonectria ditissima est une espèce de champignons ascomycètes de la famille des Nectriaceae.
Cette espèce est un agent pathogène en particulier du hêtre et du pommier.

## Synonymes
- Cylindrocarpon willkommii (Lindau) Wollenw.[2]
- Fusarium willkommii J. Lindau[2]
- Nectria ditissima var. arctica Wollenw.[2]
- Nectria ditissima var. major Wollenw.[2]
- Nectria ditissima[3] (Basionyme)
- Nectria major (Wollenw.) J. Moravec[2]